# Franz Ebner (Heimatforscher)
Franz Ebner (* 24. Februar 1869; † 14. Mai 1923) war ein deutscher Jurist und bayerischer Heimatforscher.
Franz Ebner war lange Jahre am Landgericht Straubing tätig, 1903 wurde er dort Dritter Staatsanwalt, 1902 Zweiter Staatsanwalt, 1909 Landgerichtsrat, 1918 Oberlandesgerichtsrat. Von 1920 bis zu seinem Tode war er Erster Staatsanwalt in Schweinfurt. In Straubing beschäftigte er sich mit der Stadtgeschichte und führte Ausgrabungen im römischen Straubing (Sorviodurum) durch. 1898 war er einer der Mitbegründer und von 1909 bis 1920 Vorsitzender des Historischen Vereins für Straubing. Am 3. Mai 1918 wurde er für seine stadtgeschichtlichen Forschungen zum Ehrenbürger der Stadt Straubing ernannt.